# Самгородок (Хмільницький район)
Са́мгородок — село в Україні (раніше містечко), у Самгородоцькій сільській громаді Хмільницького району Вінницької області. Розташоване за 25 км від м. Козятин та 60 км від м. Вінниця. Населення Самгородка — 4 села (Самгородок, Лозівка, Коритувата, Красне) станом на 2016 рік становить 2321 осіб, з них 1106 чоловіків, 1215 жінок.

## Загальні відомості
Самгородок — центр територіальної громади. Сільській раді крім села Самгородок (1841 осіб — 868 чоловіків, 973 жінок) підпорядковані населені пункти Красне (115 осіб — 60 чоловіків, 55 жінок), Коритувата (102 осіб — 49 чоловіків, 53 жінок) та Лозівка (263 осіб — 129 чоловіків, 134 жінок). Основні вантажні та пасажирські перевезення здійснюються через залізничну станцію Козятина та регіональну  автомагістраль Т 0227 яка проходить через село Самгородок. До міжнародної автомагістралі E583 (М21) Ясси — Бєльці — Могилів-Подільський — Вінниця — Житомир 22 км. До аеропорту (Гавришівка) міста Вінниця — 60 км. Село охоплено дорогами з твердим покриттям, доступно до внутрішньої регіональної системи доріг, що забезпечує доступність території.
На території сільської ради працюють наступні соціально-культурні, освітні, медичні, культові, виробничі, торговельні та інші заклади:

### Соціальна інфраструктура
- Комунальний заклад "Самгородоцький ліцей Самгородоцької сільської ради Хмільницького району Вінницької області". (загальноосвітній навчальний заклад-дошкільний навчальний заклад), чисельність учнів — 160, дітей у дитячому садку-.45.
- Комунальний заклад "Самгородоцька спеціальна школа", Вінницької обласної Ради — 140 учнів;
- Амбулаторія загальної практики сімейної медицини;
- Станція швидкої медичної допомоги;
- Відділення денного перебування КУ Козятинського районного  територіального центру Козятинської районної ради;
- Медико-соціальне відділення КУ Козятинського районного  територіального центру Козятинської районної ради;
- Будинок культури, в якому працює зразковий хореографічний колектив «Зірки АРЧІ»;
- Самгородоцька дитяча музична школа, в якому працює зразковий хореографічний колектив «Непоседы»;
- Бібліотека.
- Костел святих Вінсентія і Павла, заснований 1793 року збудовано у 1822 році, в даний час костел святої Анни римсько-католицької церкви;
- Церква  святого Іоанна Богослова у селі Самгородку збудована в 1994 року РПЦвУ;
- Дім молитви Євангельських християн баптистів;
- Молитовний будинок християнської церкви адвентистів 7-го дня.
- Самгородоцька сільська комунальна місцева пожежна команда;
- Самгородоцька опорна дільниця Козятинського РВ УМВС в Вінницькій області.

### Інше
- Аграрне підприємство ТОВ «АРЧІ»;
- Аграрне підприємство ТОВ «ЛОЗА»;
- 183 підприємців одноосібників, що займаються виробництвом сільськогосподарської  продукції;
- Відділення «Укрпошти» та Нова пошта;
- Бвнкомат Ощадбанк;
- 3 аптеки (одна ветеринарна);
- Самгородоцька дільниця ветеринарної медицини Козятинської ветеринарної служби;
- Дві кав'ярні: «У Михайла», «Бункер Family»;

### Магазини
У селі 13 магазинів, в тому числі 3 магазина будматеріалів, 4 магазинів продовольчих товарів,  магазин галантерейних товарів та перукарський салон.

## Географія
Через село протікає річка Десенка яка впадає у Десну, ліву притоку Південного Бугу. Село Самгородок розташоване на Придніпровській височині на висоті 266—308 м над рівнем моря, на вододілі між басейнами річок Південний Буг і Дніпро (за. виток річки Рось). Рельєф хвилястий має різну експозицію і крутизну (в основному 2-5°). Клімат — помірно-континентальний з середньою температурою року + 6,5 °C і м'якою зимою (середні температури -7…-10 °C). Опадів за рік випадає близько 500 мм. Абсолютний максимум влітку +37 °C, абсолютний мінімум взимку -33 °C.

## Літопис

### Походження назви
Сьогодні існує кілька легенд про походження назви села, але найбільш науково обґрунтованою версією можна вважати етимологічну, а саме слова Самгородок: САМ — ГОРОД (Давньоукраїнське — Сам — означає один, а давньоукраїнське, город — значилось як огороджене частоколом місце). Є підтвердження цьому у науковців — філологів краєзнавців. Тим більше, що в XVI—XVII ст. кожне українське село, або містечко мало дерев'яно-земляне укріплення (за свідченням Д. Шевальє). Інший французький інженер — фортифікатор і картограф Боплан на одній із своїх мап позначив серед замків на річці Десні «Самгородок — Губін — Збараж — Прилука» під назвою Smagron зазначає укріплене містечко Самгородок. Під теперішньою назвою «Самгородок» остаточно утвердився у кінці XVI на початку XVII ст.

### Заснування Самгородка
Точної дати заснування Самгородка не має. Але село виникло давно, підтвердження тому, на західній його околиць знаходиться поселення Черняхівської культури (Дані археологічних розкопок літа 1988 року проведених Вінницьким краєзнавчим музеєм), а також поселення епохи бронзи II тис. до н. е. яке знаходиться за 1,2 км на північ від села розмір 150×100 м. (за даними відділу охорони пам'яток управління культури Вінницької обласної державної адміністрації). Перші писемні згадки про поселення нашого краю у літописах відносяться до 1132 року про міста Губин і Прилука на Десні за які воювали князі Київські. Деякі археологічні знахідки, припускають існування населеного пункту періоду Русі. Існує гіпотеза, висунута Степаном Плачиндою в книзі «Київські фрески», про існування поселення антів у IV—V ст. нашої ери на водному шляху з річкою Дніпра на річку Дунай через Самгородок. Сучасні історики підтверджують існування такого водно — сухопутного шляху.

### Ранній новий час
Багато джерел підтверджують існування села в (1602 році), так зокрема вже у I-й половині XVI ст. в списках сплати податків 1629 року, по Брацлавському воєводству Самгородок за кількістю свого населення віднесено до II розряду міст. На той час в ньому налічували 682 будинки. Село в XVII стояло на шляху з Волині (Полонне — Махнівка) на південну Київщину (Липовець — Умань), який майже збігався з татарським «Чорним шляхом», на його перехресті з Губинською дорогою (Вінниця — Губин — Київ). Землі в районі Самгородка у XVI-поч. XVIII ст. належали князям Збаразьким (Брацлавським воєводам і старостам). Збаразькі володіли до 1631 року (закінчення по смерті Юрія Збаражського), маєток переходить до роду Вишневецьких тому в кінці червня 1648 року Ярема Вишневецький прибуває в наш край для захисту своїх маєтків від повсталих і козаків Б.Хмельницького. Незважаючи на близькість «Чорного шляху», з якого татари з XV по XVIII ст. робили набіги на Побужжя, Київщину і Волинь, на середину XVII ст. містечко Самгородок процвітало: люди займалися землеробством, рибальством, торгівлею, ремеслами, переробкою зерна (млини і винокурні).
Після Зборівського миру 1649 року містечко стає крайньою межею козацької України (кордон проходив по лінії Вінниця — Прилука — Самгородок — Погребище — Паволоч). Село входило до Прилуцької сотні Вінницького (Кальницького) полку. В березні 1651 року в районі Самгородка (біля Губина) було розгромлено передові загони польського гетьмана Лянцкоронського, що обложив у Вінниці полковника І. Богуна. В цьому році біля села концентрувались повстанці і козаки, які влітку 1651 року стримували навалу польсько-шляхетських військ. На початку 1653 року на арену боротьби проти українського народу виступив один із претендентів на польську корону Стефан Чарнецький. «Польское правительство вверило энергии и патриотизму коронного обозного небольшое войско, тысяч десять, и предоставило свободу действий. Нежданно-негаданно появляется он в Брацлавщине, на территории Бужского козачества. С быстротою молнии кидался Чарнецкий из одного конца края в другой, вырезывая и выжигая село за селом, местечко за местечком, он оставлял за собою пустыню. К счастью для края, он мог здесь встретить такого врага, как Богун, не уступающего ему по энергии и превосходящего его по находчивости. Богун успел-таки задержать Чарнсцкого в его страшном движении».
Але наздожене його Богун під Монастирищем, коли будуть розгромлені Прилуки, Погребище. Під Новоселовим вони несподівано вночі напали на козаків і вибили їх близько 300, стративши собі 98 (втрати поляків — І. Д.). Після цього замаху той до решти сплюндрував Самгородок та Прилуку. За непокору і бунтівний характер населення і козаки Самгородка були вирізані, а замок зруйнований польським полководцем Стефаном Чернецьким у березні 1653 року (свідчення козацького літописця Самійла Величка, ця подія згадується у понад 20 історичних працях). Після цього погрому поселення занепадає. Подальші лихоліття 2-ї половини XVII ст. проносяться майже над пусткою (руїною). Далі край з 1672 року по 1699 рік перебував під владою турків. У кінці XVII ст. Самгородок входив до складу Погребищенського угіддя (володіння) і після Збаразьких (1631 р.)належав іншим власникам (Вишневецьким, Радзивілам, Муравським). На початку XVIII століття Самгородок продовжує існувати як козацьке поселення Паволоцького полку (існував до 1714 року). Населення брало участь у повстанні Семена Палія 1702—1704 рр. Через поселення неодноразово проходили війська Івана Мазепи. Після ліквідації козаччини на правобережжі відновлюється польське панування, відновлюються і виникають нові села Самгородоцького краю (Збараж, Губин, Воскодавинці). Наприкінці XVIII століття (1779 рік) Самгородоцькі землі стають власністю Потоцького, резиденція якого знаходилась у Махнівці (Мурованій Махнівці). Його володіння простягались до міста Вінниці (селище Тяжилів був власністю Прота Потоцького). Він вів підприємницьку діяльність: будував мануфактури, млини, майстерні, сприяв торгівлі — запрошуючи іноземних торговців-підприємців, та єврейський торговий люд (орендував єврейське містечко Бердичів). Завдяки його діяльності Самгородок набуває вигляду містечка.

### Новий час
Містечко у 1793 році потрапляє до складу Російської імперії (2-й поділ Польщі) і входить до Брацлавського намісництва.
Перед 1793 роком засновано храм св. Вінцентія і Павла (Коментар: (Do par. praw. należy wś Łopatyn (o 7 w,). Kościół katoł. par. p. w. św. Wincentego a Paulo, z muru wzniesiony w 1822 r. przez Kopczyńskich.) Мурований костел св. Вінцентія Ферретті і Павла збудовано у 1822 р. освячений 1856 році єпископом. Костел діяв у 1849 р. як приписний до костелу у Новій Прилуці. З 5 вересня 1992 року повторно освятив костел єпископ Ян Ольшанський, парафію еригувано 16 жовтня 2000 року Єпископ-Ординарій Ян Ольшанський яка діє як костел Святої Анни Римо-католицької церкви Кам'янець-Подільської дієцезії).
З утворенням у 1797 році Київської губернії і ліквідації намісництва, Самгородок входить до Махнівського повіту Київської губернії. В 1846 центр повіту було перенесено до міста Бердичева і майже століття Самгородок був пов'язаний з Бердичівщиною. Після банкрутства Прота Потоцького Самгородок був куплений Купчинським в 1795 році. На військовій карті Київської губернії за 1821 року та опису до неї Самгородок значиться як містечко і поштова станція за 23 версти від м. Махнівка в сторону м. Липовець. У 1832 році половину маєтку бере в оренду Йозеф фон Ребендер, який пізніше в 1835 році придбав конфіскований царем Миколою І у Купчинських (за участь у Польському повстанні 1830—1831 років) маєток, а останні змушені були емігрувати за кордон (виїхали в Францію, німецький Лодзь).
Православний храм засновано до 1851 році як церкву св. Іоанна Богослова, збудована в 1851 році (5 — го класу), при ній стара дзвіниця. В церкві св. Іоана Богослова у 1879—1884 роках провадив богослужіння о. Антоній Черняк (двоюрідний брат письменника М.Достоєвського), який навчався в Київській семінарії разом з українським письменником Іваном Нечуй-Левицьким (Коментар: Церква св. Іоанна Богослова збудована в 1851 році [ГСС, т. 4, с. 419], при ній стара дзвіниця [Рафальский А. От Житомира до Прилуки и обратно. — Волынские епархиальные ведомости, № 23, с. 918]. Церкви нема згоріла 1941 році. В 1992 році побудована нова церква св. Івана Богослова Української православної церкви Московського патріархату Вінницької єпархії Української Православної церкви, дата реєстрації 19.04.1992 року).
З 1837 року Самгородок стає центром III стану Бердичівського повіту, Київської губернії. Напередодні 1861 року містечко належало штабс-капітану Станіславу Ребендеру. Тут було 3416 десятин землі, проживало 1040 православних, 373 католиків, 216 євреїв. Під час проведення селянської реформи 1861 року на весні відбулися селянські заворушення в Самгородку та навколишніх селах (Вівсяники, Овечаче, Нова Гребля), які були придушені за допомогою царських військ, що були розквартировані в Самгородку. На основі положення від 19.II.1861 року організовується Самгородоцька волость Бердичівського повіту. У контексті посиленого сприяння селянам з 1865 р. і повернення земель тим, кому вони від початку й призначалися, в Самгородку загострило відносини між селянами й однодвірцями (шляхтою), а ще більше — між однодвірцями й поміщиками. «Ось чому однодвірці, — писав бердичівський суддя, — залишившись без землі й притулку, безперервно звертаються з проханням полегшити їхню нещасну долю. Під час перебування київського губернатора в містечку Самгородок надійшло багато скарг однодвірців на поміщиків з протестами проти відбирання землі. Оскільки в Бердичівському повіті на приватних землях проживає не одна тисяча родин однодвірців, постає необхідність якомога швидше вирішити цю проблему. Якщо на цих людей не будуть поширені правила, підтверджені імператорським указом від 25 липня 1864 року, однодвірці (місцева шляхта) опиняться в дуже незавидному становищі і перетворяться на величезну масу пролетарів». Звернімо увагу на проникливість голови суду й ранню появу під пером царського чиновника слова «пролетарі» для позначення колишньої польської шляхти.
В 1900 році Самгородоцька волость нараховувала 37 поселень (одне містечко, 6 сіл, 4 селища, 5 хуторів, 2 висилки, 5 ферм, 3 трактових корчми, 7 лісових дач, 4 власницьких будинки). Населення волості становило 13484 чол., з них чоловіків — 6801, жінок — 6683, православних — 10362, 1 — розкольник, 1893 — католиків, 1278 — євреїв. Землі волость мала 18054 десятин, з них поміщицької — 11159 десятин, церковної — 353 десятин, а селянської 6542 десятин, ріллі — 16248 десятин. Саме містечко Самгородок на 1900 рік як волосний центр налічував 482 двори, 3519 жителів (1776 чоловіків та 1743 жінки), мав пошту казенну земську, землі — 2818 десятин, з неї поміщику Йосифу Єгоровичу Ребендеру, який сам вів трипільне господарство, належало 1731 десятин, а селянам — 1029 десятин. Є православна церква, каплиця, костел, 3 єврейські молитовні будинки, церковно-приходська школа, лікар, фельдшер, повивальна бабка і аптека. Господарство містечка складало: цегельний завод Ребендера, де працювало 5 чол. з Курської губернії, водяний млин, сукновальня з шерсторозбіркою, маслобійня, 3 просорушки, 6 вітряків, 6 кузень. Базар в Самгородку по четвергах через кожні два тижні. 1 грудня 1900 року було відкрите Самгородоцьке сільське двокласне народне училище, яке містилось у найманому будинку. На утримання училища виділялось з казни 852 карбованці, а від селян всієї волості — 300 крб. Учнів 70, з них 12 дівчаток. Завідувачем був Сергій Георгієвич Папа-Афанасопуло, законовчителем піп Ієронім Ясінський, а вчителем 1 класу Семен Любанський. Церковно-приходська школа діяла з 1883 року, іноді діяв хедер — єврейська народна молитовна школа, хоча більшість населення залишалась неписьменною.За переписом 1897 року кількість мешканців зросла до 3606 осіб (1755 чоловічої статі та 1851 — жіночої), з яких 1749 — православної віри, 1234 — юдейської, 622 — римо-католицької.
Революційні події 1905 року захопили у свою круговерть і Самгородок: селяни страйкують на бурякових плантаціях, було кілька спроб напасти на поміщицький будинок і спалити його, але через охорону цього здійснити не вдалось. Було підпалено скирти хліба поміщика, була спроба селян на чолі з Никифором Мельником вбити поміщика, але невдала. Для придушення заворушень з Бердичева прибув ескадрон драгун, які квартирували в селі майже до 1917 року.
У містечку велась революційна пропаганда. Антін Лисюк приніс більшовицьку «Іскру» і підтримував зв'язок з Козятинською підпільною революційною групою. За революційну пропаганду арештували вчительку Любов Ієронімівну Ясінську (через два місяці її звільнили з Київської тюрми, вона оселилась в Києві, її знову заарештували і посадили до Петропавловської фортеці (спогади дочки Л. І. Ясінської дитячої письменниці Інни Кульської)). Відлуння столипінської аграрної реформи відчулося у Самгородку, виникають хутори та відруби. У 1907 р. виникло село Софіївка, спочатку як ферма поміщика Ребендера, яку він віддав своїй дочці Софії у придане з переселеними туди селянами. Село розташовувалося на околиці Самгородка і через пів століття злилося з Самгородком, перетворившись у вулицю «Софіївку» (у 1957 році за рішенням обласного виконкому 6.07. № 416).
З 1900 року селяни і поміщики Самгородоцької округи почали вирощувати цукрові буряки, які переробляли на Юзефо-Миколаївському, Новогребельському, Заливанському цукрових заводах. Багато селян залишались малоземельними і безреманентні. З 403 селянських дворів у 1912 році 47 зовсім безземельних, 77 господарств мали біля однієї десятини землі і 145 від однієї до трьох десятин або майже більше половини, а 137 господарств не мали ні робочої ні продуктивної худоби. Процвітала торгівля, на 1913 рік, працювало 40 крамниць, що торгували бакалійними, булочними, галантерейними, шкіряними товарами, тканинами. Поширеним було перепродування сільськогосподарської продукції: м'яса, сала, меду, яєць, зерна та іншого. Житель містечка Іван Петрович Мельник купив в 1913 році у Бердичеві друкарню і облаштував її у своєму будинку, де друкував різноманітну продукцію. Працювала також фотографія. Ще в 1907 р. Бердичівське повітове земство вперше відкрило в Самгородку амбулаторію для обслуговування 10 населених пунктів (штат — лікар, два фельдшери і санітарка). Але приміщення було мало пристосоване і в 1913 році будується нова лікарня. В її штаті було 2 лікарі, 3 фельдшери і акушерка. В містечку працювала приватна аптека та магазин аптекарських товарів.

### Новітній час

#### Перша світова війна та Українська держава
Під час Першої світової війни, в 1914 р. відкрили військовий шпиталь. З'явився у Самгородку дільничний ветеринарний лікар та агроном. В повному об'ємі запрацювала поштово-телеграфна контора з підведенням телеграфної лінії (до того телеграф був на залізничній станції Голендри).
Лютнева революція 1917 року дійшла до самгородочан на восьмий день. 7 березня люди дізналися про повалення самодержавства в Російській імперії. Більшість сприйняла це з радістю і підтримала Українську Центральну Раду. В Самгородку сформували загін «вільного козацтва» і його сотню. Селяни очікували вирішення аграрного питання, яке активно з осені 1917 р. пропагували і вирішували більшовики. Восени влада Центральної Ради міцно закріпилась у Самгородку, її підтримали громадські організації, учителі, «вільне козацтво», яке у жовтні провело у Козятині свій повітовий з'їзд. Німецька окупація 1918 року відсунула вирішення земельного питання, гальмувалося воно і Директорією на початку 1919 р. З 1917 року в Самгородку розпочинає свою діяльність «Просвіта», з 1918 р. створюється українська школа. У січні 1918 року виникає і розпочинає роботу Самгородоцька сільська рада.
Де 12-13 грудня 1920 року вояки, штаб Армії УНР перепочили в селі Самгородок, перегрупувавшись продовжили знаменитий і героїчний — І Зимовий похід.
На початку березня 1919 року містечко захопили більшовицькі радянські війська і українські справи були згорнуті.
Відновлення влади УНР у часи Директорії відбулось у серпні 1919 р. з приходом УГА та кінного полку Чорних Запорожців (цей полк повернеться до містечка 11-12 грудня 1919 р.) під час Першого Зимового походу військ УНР. 12 січня 1920 року в Самгородку створюють волосний ревком, на який покладають проведення виборів до ради (волосної і сільської). Точний час їх утворення не відомий, але на квітень 1920 року вони існували. Одним з перших голів сільради було обрано Івана Никифоровича Черешнюка. На основі селянського з'їзду Бердичівського повіту (10,11 січня) у волостях утворювались воєнкоми, начальники районів повітової міліції, комензами тощо. Поряд з більшовицькими органами існували українські просвітницькі організації, зокрема товариство «Просвіта», яке 13.04.1920 року поставило у містечку Самгородок виставу Карпенка-Карого «Мартин Боруля» (найкращі аматори І. Л. Мельник, Й.Храмлюк).

#### Польська окупація
Польська окупація Самгородка тривала трохи більше місяця (з 30.04 по 5.06). 29 квітня польська кавалерійська дивізія генерала Ромера атакувала ст. Козятин і захопила її, а тилові частини 44-ї радянської дивізії відійшли в район Самгородка(Бойовою одиницею були УССу з І-ї бигади ЧУГА, які ще 2 тижні утримували фронт поблизу села). Вже в червні 1920 року війська 1-ї кінної армії Будьонного прорвали польський фронт і змусили війська 13-ї дивізії 2-ї польської армії відступити.

#### Радянський довоєнний період
На початку жовтня 1920 року 6-та дивізія 1-ї кінної армії Будьонного, проходячи через Самгородок, вчинила погром. Почали погром головні сили дивізії, в перший же день пограбували більшу частину єврейських квартир і лавок. У наступні дні солдати групами здійснювали напади на містечко. Ось що зазначають свідки:
«В этот день — под лозунгами: „Бей жидов, коммунистов и комиссаров“, „Анархия — мать порядка“ — громилы рассыпались по местечку и стали громить еврейское население, не встретив никакого сопротивления, ибо мирное население было бессильно что-либо делать, а представители власти, как то райвоенком и милиция, еще за день до этого оставили местечко». Расположившись в ближайших селах, пьяные буденновцы продолжали группами в 10—15 человек совершать налеты на местечко: разбойничали, насиловали женщин, поджигали дома. «В ту ночь [на 5 октября 1920 года.— сведения даны Киевскому Евобщесткому. т. Вайсбергом], когда был второй поджог, они забрали четырех девушек в ближайшее село, где их держали для своей прихоти в течение двух суток. Не щадили также и старых женщин. По достоверным сведениям, число изнасилованных более 50-ти. Ими были также убиты 2 женщины. В течение их пятидневного разгула были ограблены все еврейские дома, и в холодные осенние ночи многие родители с малолетними детьми прятались в полях и рвах».
Радянське будівництво у містечку продовжувалося. До утвореного раніше комензаму (КНС утворився за одними даними в 1919 році, в вірогідніше у квітні 1920 р., і тоді головою був Петро Пікула), переходять функції сільської земельної комісії. Вона розподілила більш як 2200 десятин землі (поміщицької І церковної). До складу комісії увійшли Іван Черешнюк -голова, Зіновій Демчук, Іван Оркуша та інші. Рішення про поділ землі і земельну комісію було прийнято 30.03.1920 р. на загальних зборах громадян Самгородка. 4 серпня 1920 року у містечку відкривається продзаготконтора, як відділ районної військової продовольчої заготівельної контори Бердичівського повітового райпродкому по проведенню Державної продрозкладки. За невиконання рішень контори селян чекав арешт і суд ревтрибуналу. Продрозкладка була виконана до 15 лютого 1921 року. Селяни Самгородка і округи намагались всіма силами протидіяти Радянській владі: організовували повстанські загони (один діяв в районі с. Коритовата — с. Вівсяники), вбивали радянських працівників: організатора по волості комсомольської групи (1920), голову Самгородоцького волкомнезаму Поліщука Лівона (1921 р.). В другій половині 1921 року активізувався повстанський рух який очолив уродженець с. Нова Гребля отаман, полковник армії УНР Сергій Іванович Яворський псевдо «Карий» командуючий 2-ю (Північною) повстанською групою України (яка діяла в Київській, Подільській та Волинській губерніях), штаб якої знаходився на Самгородоччині в загонах воювало багато наших земляків (отаман, п-к Пугач із с. Сопин). Для утримання селян у покорі і забезпечення продрозкдадки, в містечку знаходились частини Червоної армії, з липня 1920 р. діяв військомат з двома постійними черговими, райвідділ міліції, суд, відділ ВЧК, тюрма та інші репресивні органи.
На широкий наступ продрозкладки селяни відреагували скороченням посівних площ з 2389 дес. до 977 дес. Тому з 1921 року влада організовує на селі посівкомітети, утворюється прокатна станція і реквізиція зерна у багатих для посіву бідним. Але на 14.06.1921 р. на прокатну станцію було зібрано реманенту меншу 1/10 частини від необхідного. Самгородоцький волпосівком мав наступний склад: Глушан (голова), Лопушенко Максим, Конус Юрко, Ковальський Федір (секретар).
Рішенням ВУЦВК від 1З.XI.22 р. відбулося перетворення волості на район, а 07.03.23 році у зв'язку зі злиттям волостей і укрупнення новоутворених районів відбувається злиття двох волостей Самгородоцької і Спичинецької. Новоутворений Самгородоцький район має площу 403,6 км², населення 30861 чол., сільських рад 17, населених пунктів 49. У зв'язку з переходом на триступеневу систему управління ліквідується Київська губернія, а Самгородок відноситься до утвореного в 1923 р. Бердичівського округу. Але 17.06.25 р. своєю наступною постановою про устрій Бердичівського округу ліквідується Самгородоцький і Білопільський район, які об'єднуються з Козятинським районом. В цьому ж році (9.IX) Самгородок втрачає статус містечка (міста) і стає, селом. Культурна і соціально-економічна ситуація у Самгородку була задовільною: сільбуд (клуб), заснований в 1921 році, запрацював у 1923 році, діяла хата-читальня, семирічна школа працювала з 1923 року. Також діяли (з 1923року) польська (до 1934 р.) та єврейська (до 1932 р.). Підручників і приладдя не вистачало. Також працювало 4 лікнепи (2 українських, польський та єврейський) і школа малописьменних (на 1.02.1925 р.), її відвідувало 230 чоловік. Медичну допомогу надавала дільнична лікарня (на 5 ліжок), але через брак коштів, продуктів харчування, перев'язочних матеріалів, допомога була лише консультативна. Деякий час діяв дитячий будинок. З 1925 року діяла Самгородоцька агробаза з відділами у селах Зозулинці та Махнівка (Комсомольське) Бердичівського округу по апробації сільськогосподарського досвіду.
Згортання НЕПу у 1929 році і курс на загальну колективізацію призвели до погіршення соціально-економічного життя села. На початку 1930 року в Самгородку створили колгосп ім. Г. Петровського (голова В. Волосенко). Розпочали насильницьку колективізацію і розкуркулювання.

##### Голодомор
В 1933 році почався Голодомор, в результаті якого за приблизними підрахунками померло від 300 до 700 чоловік. Були випадки канібалізму (у двох сім'ях з'їли своїх дітей).
Після голодомору в 1934 році з колгоспу ім. Петровського виділили колгосп ім. Постишева, який в 1937 році перейменували на колгосп ім. Сталіна (перший голова А. А. Бортовий). У 1934 році засновують МТС (машинно-тракторна станція) де на початок 1941 року було 80 тракторів, комбайни та інша техніка. Багато механізаторів брали участь у І Всесоюзній сільськогосподарській виставці 1939 року у Москві. Зі згортанням українізації були ліквідовані польська і єврейська школи, але у 1934 році відкрили восьмирічну школу біля млину. Умови навчання дітей були важкими. Про це не раз писали у районній газеті «Колективна праця». Не минули Самгородок і сталінські репресії. У 1937—1938 роках репресували 80 чоловік (переважно етнічних поляків і католиків).
В 1939 році село знову стає райцентром новоутвореного Самгородоцького району Вінницької області (село увійшло до складу області в 1932 році). Завдяки цьому почався соціально-економічний і культурний розвиток населеного пункту. З'являються магазини, нові адміністративні будівлі, за рахунок службовців і робітників зростає кількість населення.

#### Друга світова війна
Поступовий соціально-економічний розвиток села був перерваний подіями Другої світової війни. Розпочалась масова мобілізація населення до Червоної армії, формування районного винищувального загону, але через швидкий наступ німецьких військ формування його не завершилось. Евакуація проводилась поспіхом, вже 22 липня (12 година дня) в село ввійшли німецькі війська. Самгородок увійшов до рейхскомісаріату Україна, Житомирської генеральної округи, Козятинського гебіткомісаріату, пізніше було створено Самгородоцьку комендатуру. Крім районної поліції і окупаційної адміністрації діяв частково збережений німцями колгосп, а на базі МТС і відділку Юзефо-Миколаївського бурякорадгоспу працювало німецьке сільгосппідприємство. До 1942 року були намагання підтримувати роботу школи (працювало два початкових класи), але її ліквідували, як і решту установ. Рух опору навколо села був слабкий. У зв'язку з тим, що до окупації в області і районі не встигли організувати підпілля, то в серпні за лінією фронту було створено Самгородоцький підпільний райком партії на чолі з секретарем Барським, але при переході лінії фронту через невдале десантування 10 вересня біля села Чорнорудка Житомирської області майже усі підпільники разом з секретарями А. Б. Барським і О. С. Мошинським загинули. Після війни Барського перепоховали у Самгородку, біля райкому партії, його могила знаходиться на території Самгородоцької школи-інтернату. Іншої підпільної роботи в селі не вели. Невелика група діяла на цукрозаводі (створена у серпні 1942 року) і мала зв'язки з Самгородком.
У 1942 році в Самгородку окупанти утворили єврейське гетто, а 4 червня 1942 року розстріляли 595 євреїв (за іншими даними 492, з них 239 дітей), військовополонених і мирних громадян. Незабаром після закінчення війни на місці масового розстрілу встановили обеліск, а пізніше — бетонну плиту й прямокутну металеву огорожу.
Всього в селі військами та поліцаями знищено 598 осіб, близько 300 чол. вивезено на роботу до Німеччини. 1 січня 1944 року Самгородок звільнили війська Першого Українського фронту.
У 2019 році на місці масового розстрілу євреїв Самгородка було споруджено й відкрито новий меморіал на згадку про вбитих євреїв. За власною ініціативою місцевої школи й громади й у межах педагогічної роботи проєкту на єврейському цвинтарі встановили обеліск убитим євреям громади.

#### Радянський післявоєнний період
Незважаючи на труднощі (відсутність тракторів, автомобілів, живого тягла і продуктивної худоби, посівного матеріалу) уже 1944 році колгоспники обох артілей впорались з польовими роботами, хоч членам артілей довелося зносити до колгоспу зерно, овочі, вишукувати і ремонтувати залишену військовими техніку. Орали коровами. Дбали про врожай найкращі ланки Я. Тимощук, П. Черешнюк, А. Юхновської, І. Плисак, І. Волинець, В. Ластовецької. В 1944 році відновила роботу МТС, яка обслуговувала 29 колгоспів маючи 56 тракторів, поновила роботу ремонтно-технічна майстерня, проте її база була незначною, силове господарство складалось з одного двигуна внутрішнього згорання (8,8 кВт) та одного електродвигуна (8 кВт). Незважаючи на зусилля колгоспників, зростання добробуту колгоспів йшло надзвичайно повільно. В 1951 році було вирішено об'єднати колгоспи в один — ім. Сталіна (з кінця квітня 1961 року — колгосп ім. XXII з'їзду КПРС). Героїчно воювали наші земляки на фронтах Другої світової війни, а полеглий в боях у Прибалтиці (1945 р.) ст. сержант Леонтій Гук з с. Красного був нагороджений 3-ма орденами Слави і став єдиним повним кавалером ордену Слава у Козятинському районі. Вшановуючи пам'ять полеглих при визволенні Самгородка у 1944 році воїнів, жителі села у 1956 році на громадські кошти спорудили пам'ятник-Меморіал над братською могилою. Тут перепоховали загиблих воїнів із одиночних і братських могил Самгородоцького району, а також Героя Радянського Союзу І. І. Івіна, який помер від ран у шпиталі Кордішівки. Пізніше монумент доповнили стелою з прізвищами полеглих односельчан. Будувались нові ветлікарня (1952) та приміщення райкому партії (1955).
Наприкінці 1950-х років відбулись адміністративні реформа. Рішенням облвиконкому № 416 від 6.07.1975 року до Самгородка було приєднано робітничі селища Малий Самгородок (МТС та відділок цукрокомбінату) та с. Софіївка (тваринницька ферма і відділок цукрокомбінату). Указом Президії Верховної Ради УРСР від 28.11.1957 року Самгородоцький район об'єднали з Козятинським. У 1958 році ліквідували МТС і утворили РТС (ремонтно-технічна станція). Ці реформи погіршили соціально-економічний стан села. Деяке покращення економічного і соціокультурного стану села відбулось у 1970—1980-х роках. Це зокрема пов'язане зі створенням у 1975 році на базі відділків Юзефо-Миколаївського цукрового комбінату (Малий Самгородок, Коритовата, Софіївка, Красне) і колгоспу ім. XXII з'їзду КПРС бурякорадгоспу «Самгородоцький». Довгий час його директором працював Іван Станіславович Юхновський. На початку 1990-х у селі працювала дільнична лікарня у колишньому панському будинку (з 1995 у новому приміщенні), будинок культури (нове приміщення з 1987 року), середня школа, школа-інтернат для дітей з вадами зору (була створена 1965 року на базі дитячого будинку (заснований у 1958)), музична школа (з 1989), спортивний зал, стадіон, кінотеатр, дитячий садок, музей історії села (створений у 1983 році Х. О. Жеребецьким), відділення зв'язку та багато інших об'єктів соціальної сфери.

## Доба Незалежності
Події 1990-років суттєво вплинули на Самгородок. Зникли декілька підприємств (механічні майстерні РАПО (Агромаш), філія Райсільгоспхімії, хлібопекарня РСС), САТ «Самгородоцьке» ледь животіло, жителі втратили близько 700 робочих місць, почався відтік населення тощо. Деякі ознаки стабілізації з'явились наприкінці 1990-х, соціальна інфраструктура села поступово відроджувалась, Самгородок набував сучасного вигляду.
Наразі населення Самгородку становить 1870 осіб (2015). Порівняно з навколишніми населеними пунктами інфраструктура села досить добре розвинена. У Самгородку працює 2 школи: загальноосвітня I—III ступенів (навчаються учні з п'яти сіл) та школа-інтернат для дітей з вадами зору, музична школа, дитячий садок, будинок культури, бібліотека з досить великим книжковим фондом. Тут таки розташований музей села з вельми цікавою експозицією. Станом на 2015 рік в галузі охорони здоров'я працює Самгородоцьке відділення Козятинського районного Центру первинної медико-санітарної допомоги, терапевтичне відділення Козятинської районної лікарні, Самгородоцьке відділення соціально-побутової адаптації територіального центру соціального обслуговування Козятинського району, три аптеки. Також працює ветеринарна лікарня, відділення зв'язку, ощадкаса, низка торговельних закладів, цех з виготовлення тротуарної плитки. З селом налагоджене пряме автобусне сполучення з Козятином і Вінницею, забезпечений стійкий стільниковий зв'язок операторів Kyivstar, Life та МТС.

## Відомості про територіальний устрій
Поселення виникло у Брацлавському воєводстві Речі Посполитої, в 1648—1654 рр. Козацької України. В 1793 році під час II поділу Речі Посполитої (Польщі) Самгородок відійшов до Російської імперії. В 1797 році була проведена адміністративна реформа. Махновський повіт, до складу якого входив Самгородок, за указом Павла І перейшов від Брацлавського намісництва до Бердичівського повіту (з 1846 року) Київської губернії. 1864 року в Самгородку було 243 двори, проживало 2278 чоловік, із них 1040 православних, 373 католика, 261 євреїв. Самгородок був центром однойменної волості на основі Положення від 19.02.1861 року, до складу якої входило більше 30 населених пунктів, землі мала -18054 десятин з них ріллі — 16284 дес., поміщицької — 11159 дес., церковної — 353 дес., селянської — 6542 дес. Волость входила до другого участку Мирового посередника повіту, мирового судді — шостий участок, судовий слідчий — третій участок, сільський лікар — другий участок, а становий пристав — третій стан, а військова повинність віднесена до третього призивного пункту. У містечку Самгородок, містився десятий відділок військово — кінної повинності. Тут діяли поштова станція, костел св. Вінцентія Ферретті і Павла, синагога, єврейська молитовна школа, винокурня, базари кожну другу неділю. В містечку Самгородок знаходився маєток поміщика, відставного штабс — капітана Станіслава Ребіндера.
Самгородок як районний центр (вже не волость) до Київської губернії увійшов 1923 року, та перебував в цьому статусі досить недовго — до 1925 року. Самгородоцький район був утворений на базі укрупненої Самгородоцької волості. Укрупнена Самгородоцька волость була утворена шляхом об'єднання Самгородоцької та Спичинецької волостей з волосним центром у Самгородку у складі сільських рад Самгородоцької (Самгородка, Червоного), Воскодавинської (Воскодавинці, Вікторівка), Збаразької (Збараж, Германівка, Губин), Вівсянецької (Вівсяники, Муховата), Сошанської, Зозулинецької, Станилівської, Спичинецької, Мончинської, Черемошнянської, Маленківської (Маленки, Федоси), Левківської, Жидовецької, Ординецької, Васильківської, Булаївської, Сопинської. Районування 1923 року було перехідним і являло собою підготовку до Генеральної адміністративної реформи в Україні і санкціоновано було Постановою ВУЦВКу від 17 червня 1925 року. Уже в 1924 році розпочалася підготовча робота по ліквідації малоцінних районів. Підтвердженням того, що робота по підготовці до нового районування 1925 року та по ліквідації малоцінних районів почалася ще в 1924 році, є лист Бердичівського окружного виконавчого комітету № 1232 до Козятинського Райпаркому 14.10. 1924 року «З приводу розформування Самгородоцького району, з переходом районного центру до м. Козятина. Окружна секція визначила доцільним в інтересах справи та піднесення підупавшої праці Козятинського РайНКВД, призначити головою Козятинського РайНКВД Голову Самгородоцького РайНКВД товариша Богуцького, людину досить авторитетну серед селянських кіл, виявившого себе за час праці в займаній посаді активним робітником, свідомого в роботі по НКВД. Повідомляючи про це, Окружна секція взаємодопомоги прохає санкціонувати призначення тов. Богуцького Головою Козятинського РайНКВД взамін товариша Дацюка. Голова Окружної секції В-ц Столяров» та Постанов Президії Бердичівського ОВК. Протокол ч. 53 від 19.11 1924 р. та Пленуму ОВК Протокол. Ч.6-57 від 3. 12.1924 року. «Про скасування малоцінних районів в окрузі й збільшення територій інших з переконструюванням меж волостей і районів 1923року». Цей етап адміністративно територіальної реформи ввійшов в історію як третє районування Бердичівщини 1924 року, ухвалене Президією ОВК 19. 11.1924 року вперше торкнулося внутрішньої пере реконструкції районів внаслідок чого відбулося цілковите скасування колишніх волосних меж, а поруч з ним і зменшення кількості районів з 13 до 9 (в тому числі і Козятинський район.), шляхом скасування 4-х малоцінних в економічному відношенні районів таких як Білилівського, Білопільського, Дзюньківського та Самгородецького шляхом включення їх до суміжних з ними територій. Згідно Постанови Президії Бердичівського ОВК від 19.11 1924 року Протокол ч. 53 та затверджений поширеним Пленумом ОВК (Протокол. Ч.6-57 від 03. 12 1924 року) відбулося скасування малоцінних районів в окрузі (в тому числі ліквідовані Білопільський та Самгородоцький райони). А в 1925 році ці процеси були завершені на загальнодержавному рівні. 2 квітня 1925 року з'явився Протокол адміністративно — територіальної підкомісії Київської губернської комісії «Про проект скорочення сітки районів Бердичівської округи», яким було затверджено проект Бердичівського ОВК про розформування Білопільського, Білилівського, Дзюнківського і Самгородоцького районів. (Бердичівський міський архів Житомирської області. Те ж можна сказати і про Бердичівський район, що був утворений у 1923 році на базі Бистрицької та Махнівської волостей. Уже в 1924 році ці повноваження району перебрала на себе Махнівка, що знайшло своє відображення в «Статистико–экономическом состоянии районов 1924 года», а з дотриманням всіх юридичних аспектів це також прийшлося на рік.
17 червня 1925 року вийшла "Постанова ВУЦВК та РНК УСРР «Про адміністративно — територіальне переконструювання Бердичівської й суміжних з нею округ Київщини, Волині й Поділля». У відповідності до Постанови перечислено: До складу Бердичівської округи. Андрусівський (частково), Любарський, Чуднівський (част), Янушпільський р-н Житомирської області.о Махновського р-ну Слободищенську і Швайківську с-р. Троянівського району, Голодківську, Мало — Татаринівську, Райківську с-р. Янушпільського р-ну. Розформовано райони: Білилівський, Бердичівської округи. Блажіївську і Дубово — Махаринецьку с-р до Козятинського р-ну. Білопільський район Бердичівської округи. Білопільську, Велико — Гадомецьку, Велико-Низгурецьку, Глуховецьку, Гуровецьку, Закутинецьку, Іванковецьку, Кашперівську, Красівську, Пузирецьку, Садківську с-р приєднано до Махновського р-ну; Каменську, Мало-Пя'тигірську, Халаїмгородоцьку с-р до Вчорайшенського р-ну; Верболозьку, Вернигородоцьку, Велико –Радзивілівську с-р -до Козятинського р-ну. Самгородоцький район Бердичівської округи: Самгородоцьку, Зозулинецьку, Збаражзьку, Сошанську, Воскодавинську, Вівсянецьку сільські ради — до Козятинського району.
В 1930 році з передачею значної частини Бердичівського району у відання Бердичівської міської ради Бердичівський район розформувати з віднесенням сільрад: Домбалівської, Фрідрівської, Клітинецької та Поличинецької віднесено до складу Махновського р-ну; Гурівецької, Дерганівської, Пузирецької, (Панасівської) Палаївської, Білопільської, Закутинецької, М — Гадомецької, Кашперівської, Татарсько-Селищної сільських рад до складу Козятинського р-ну, решту сільських рад до відання Бердичівської міської ради.
Цікавими є документи з історії ліквідації Самгородоцького району 1924—1925 років. В ході проведення районування відбувалися подальші зміни в межах створених районів шляхом виділення і передачі чи приєднання окремих населених пунктів з одного суміжного району до іншого. Таке відбувалося з кордонами Самгородоцького, Козятинського, Погребищанського районів тощо. «З Протоколу № 39 позачергового засідання Самгородоцького райвиконкому від 4 червня 1924 року. Заслухано доповідь Пращерука про те, що відрізаючи м. Спиченці з прилеглими селами від Самгородоцького району, коли йому не дати взамін крім села Ротмістровки таких сіл Козятинського району як Михайлин, Юзефівка, Широка Гребля і Миколаївка. при цьому Козятинський район і без цих сіл залишиться бездефіцитним районом в той же час, як Самгородоцький район залишиться обезкровленим, через що може виникнути питання реформування цього району як дефіцитного з розташуванням його сучасних сіл проміж Козятинським та Погребищенським районами і що відіб'ється несприятливо на житті сіл районів З розформуванням Самгородоцького району, чого не можливо буде запобігти через відрізання такого важливого нерва, як Спичинці необхідно накреслити нову карту Самгородоцького району по проекту, наміченому Головою Самгородоцького РВК, маючи на увазі при наліченню 50 000 населення з м. Козятином, що з'являється центром міського побуту по цій причині не зміг би віддатися роботі по цілковитому задоволенню вимог селянського життя з боку політичного робітнього та в других напрямках будівництва приходиться відмітити реформування Самгородоцького району недопустимим, але без плану нового районування не може він стати міцним. Ухвалили: Звернутися до Оквиконкому з клопотанням про те, щоб Оквиконком ввійшов з представленням до Губерніального центру про необхідність складання нової мапи Самгородоцького району, влучивши до такого села Михайлин, Юзефівку, Широку. Греблю і Миколаївку на підставі мотивів зазначених в проекті докладчика, звернувши вашу увагу на доцільність запроектованого плану для існування в нормальних умовах життя та будівництва обох суміжних районів Самгородоцького та Козятинського..». Таким чином подальша доля Самгородоцького району зразка 1923 року була визначена як малоцінної і він були ліквідований вже в 1925 році. Історія Самгородоцького району, на цьому не закінчилась він відновив своє існування в 1939 році.в складі утвореної 28. 02.1932 року Вінницької області. Нове його відродження відбулося в вересні 1939 році (1939—1957 рр.)
Однак 28 листопада 1957 р. — Указом Президії Верховної Ради УРСР відбулося укрупнення Козятинського району за рахунок приєднання до нього Самгородоцького району, а 30 грудня 1962 р. — приєднано Комсомольський район (до 1935 р. — Махнівський).

## Єврейська громада
Наприкінці XVI ст., після придушення повстання Северина Наливайка та посилення захисту від татар, наступив економічний підйом і певний спокій. Магнати запрошували іноземців та євреїв селитися на їх землях, в замках та фільварках, селах і містах на досить сприятливих і вигідних для них умовах.
Переселення євреїв на землі, що перебували у приватному володінні, особливо активно відбувалося у II половині XVI ст., після Люблінської унії. На українських землях магнатам надавалися великі латифундії. Потребуючи для освоєння нових земель адміністраторів, магнати охоче призначали євреїв управляючими чи здавали їм маєтки в оренду, нерідко євреї вели все економічне життя господарського фільварку. Євреї-комерсанти від імені магнатів-власників досить часто здійснювали оптові закупівлі сільськогосподарської продукції та її експорт. У їхніх руках зосереджувалися різноманітні промисли: виноторгівля, виробництво різноманітної збруї, селітри і поташу, рибальство, полювання. Вони орендували корчми, хутори, млини, ферми.

## Пам'ятки
- Маєток Ребіндерів в запущеному стані.
- Костел Св. Вінцентія і Павла, збудований Копчинськими в 1822 р., діє як костел Св. Анни. Храм засновано: [перед 1793 р.]

Коментар: Костел [KSB, s.48; ГСС, т. 4, с. 419]. Мурований костел sw. Wincentego a Paulo збудовано у 1822 р. Костел діяв у 1849 р. як приписний до костелу у Новій Прилуці [ZDR, s. 148].
- Опустя — гідрологічний заказник місцевого значення.
- Меморіал жертвам Голодомору на місцевому кладовищі на місці масових поховань жертв Голодомору 1932-33 рр

## Відомі особистості
У селі народились:
- Лінійчук Яків Устимович — доктор економічних наук, професор.
- Кочерга Анатолій Іванович — оперний співак, народний артист СРСР.
- Мазур Юрій Олександрович — заслужений юрист України.
- Орлівський Андрій Ігорович — Герой України (2025).

Проживали та перебували: Станіслав Гощинський та Тимко Падура — польські письменники XIX ст.
- Осаулко Юрій Леонідович («Єсаул») (1981—2015) — старшина 81-ї десантно-штурмової бригади загинув в Донецькому аеропорту 20 січня 2015 року. Обставини загибелі: Зник безвісти 20 січня 2015 року під час оборони аеропорту Донецька. Пізнаний за експертизою ДНК. Похований у рідному селі Самгородок 21 травня 2015 року. Указом Президента України «За особисту мужність і високий професіоналізм, виявлені у захисті державного суверенітету та територіальної цілісності України, вірність військовій присязі», нагороджений орденом «За мужність» III ступеня (посмертно). 19 грудня 2015 року 2 сесією 7 скликання Самгородоцької сільської ради на честь Воїна Героя «Кіборга» Юрія Осаулка було перейменовано вулицю в селі Самгородок.
- Стасюк (Павленко) Олеся Олександрівна — кандидат історичних наук, директор Національного музею «Меморіал жертв Голодомору» в Києві, розташований на Печерську.
- Скомаровський Володимир Володимирович — народний депутат України 4-го скликання.

## Галерея

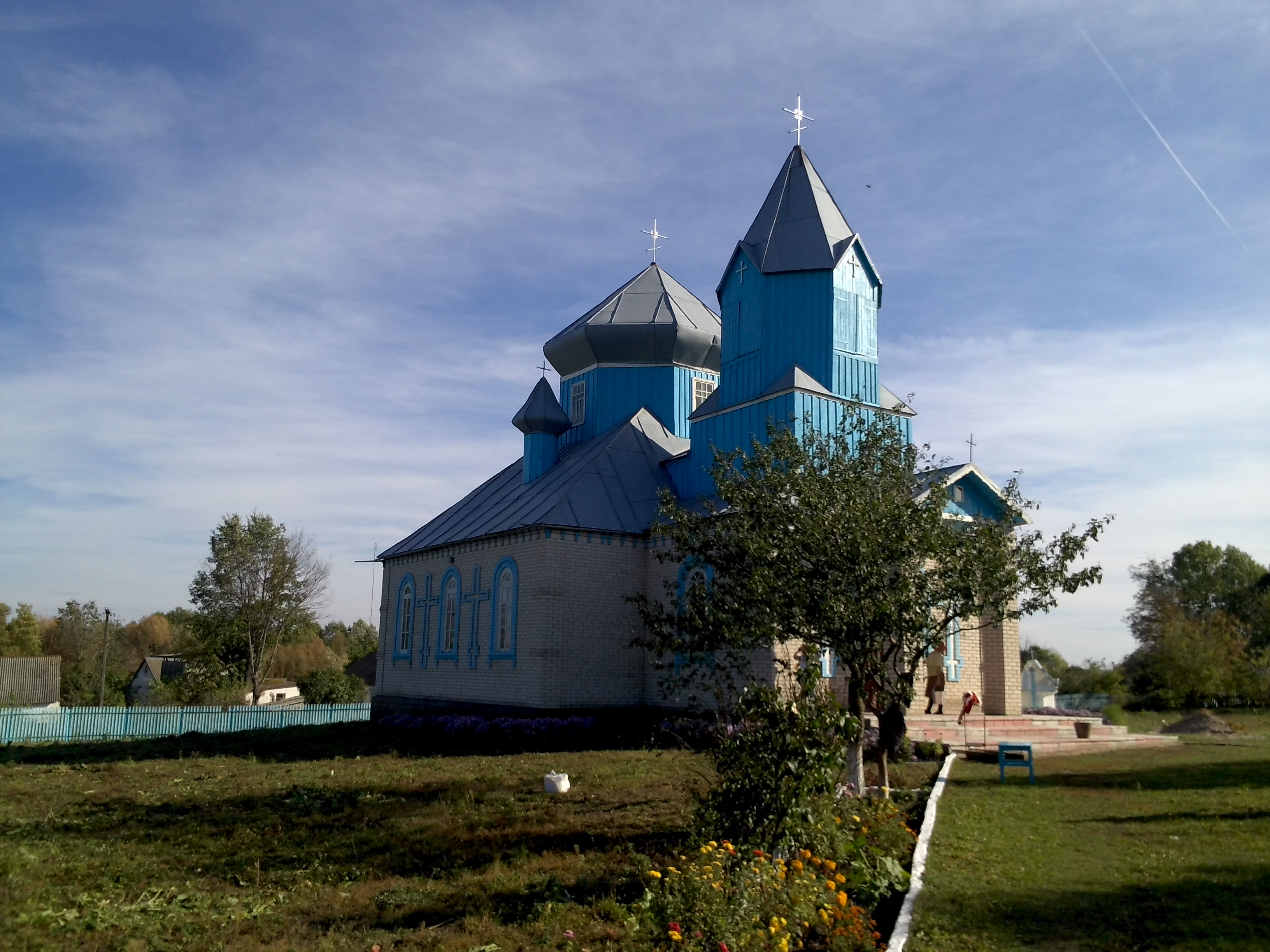
Церква
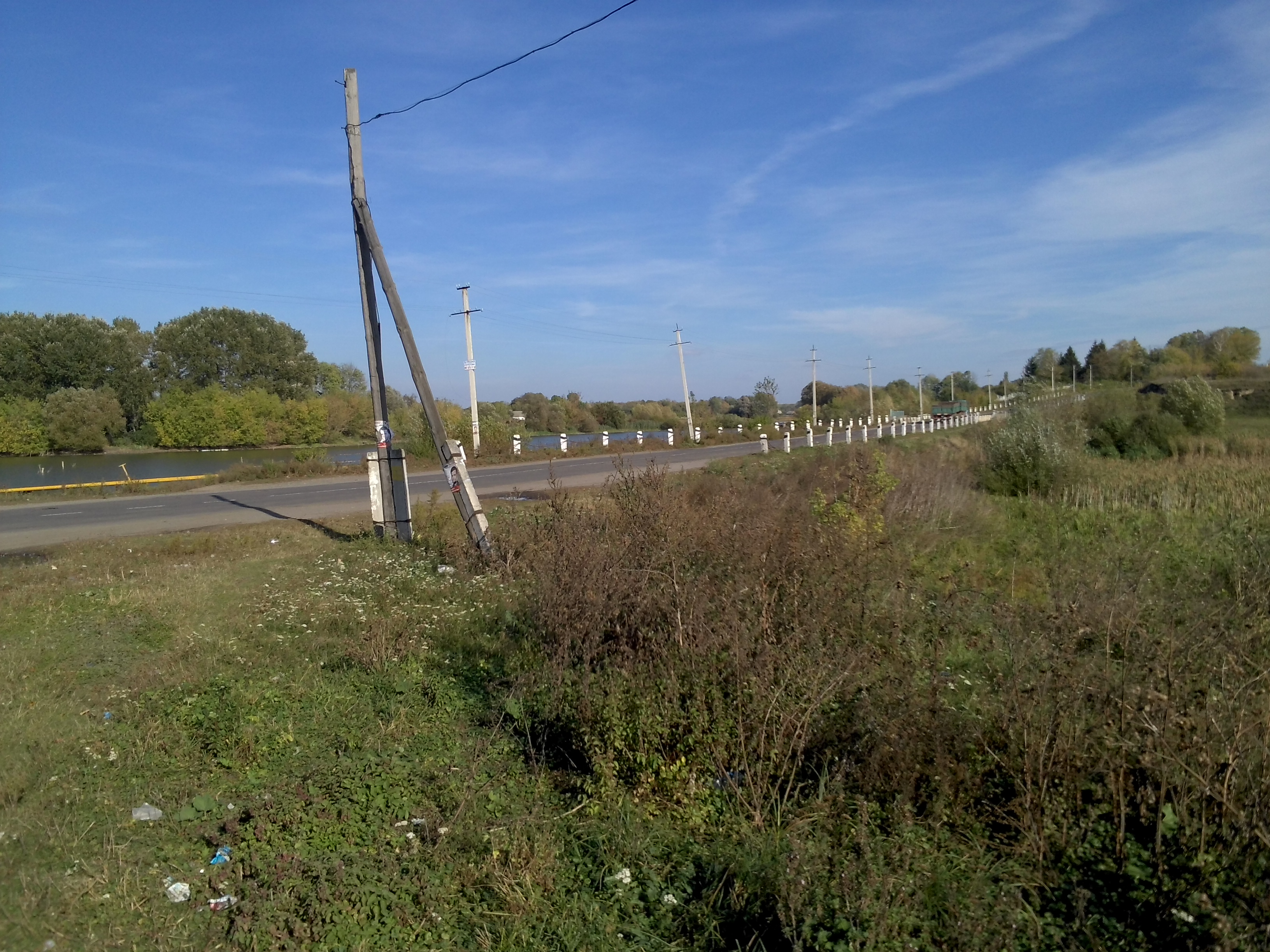
Автодорога поблизу річки Десна
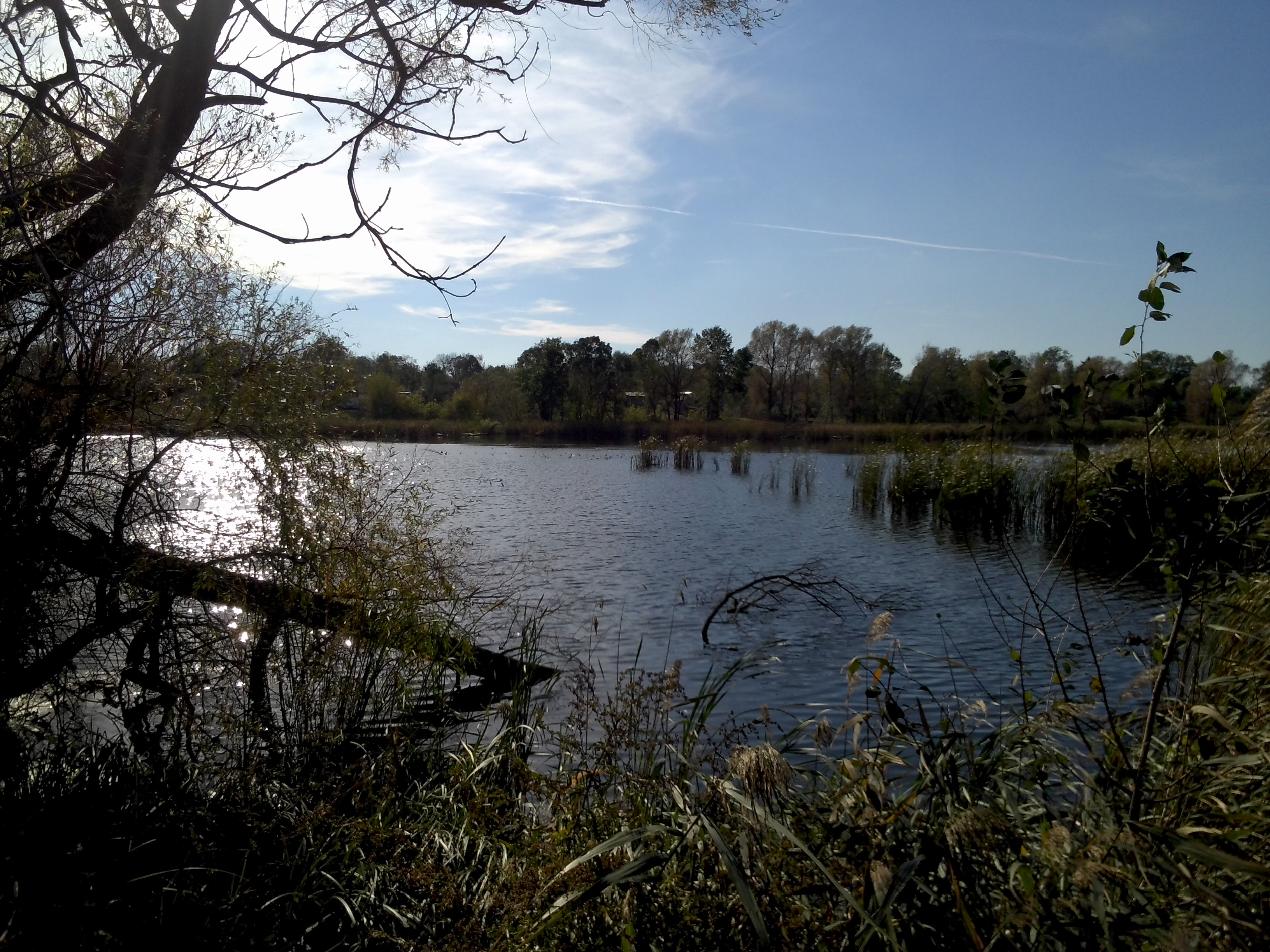
Річка Десна у Самгородку
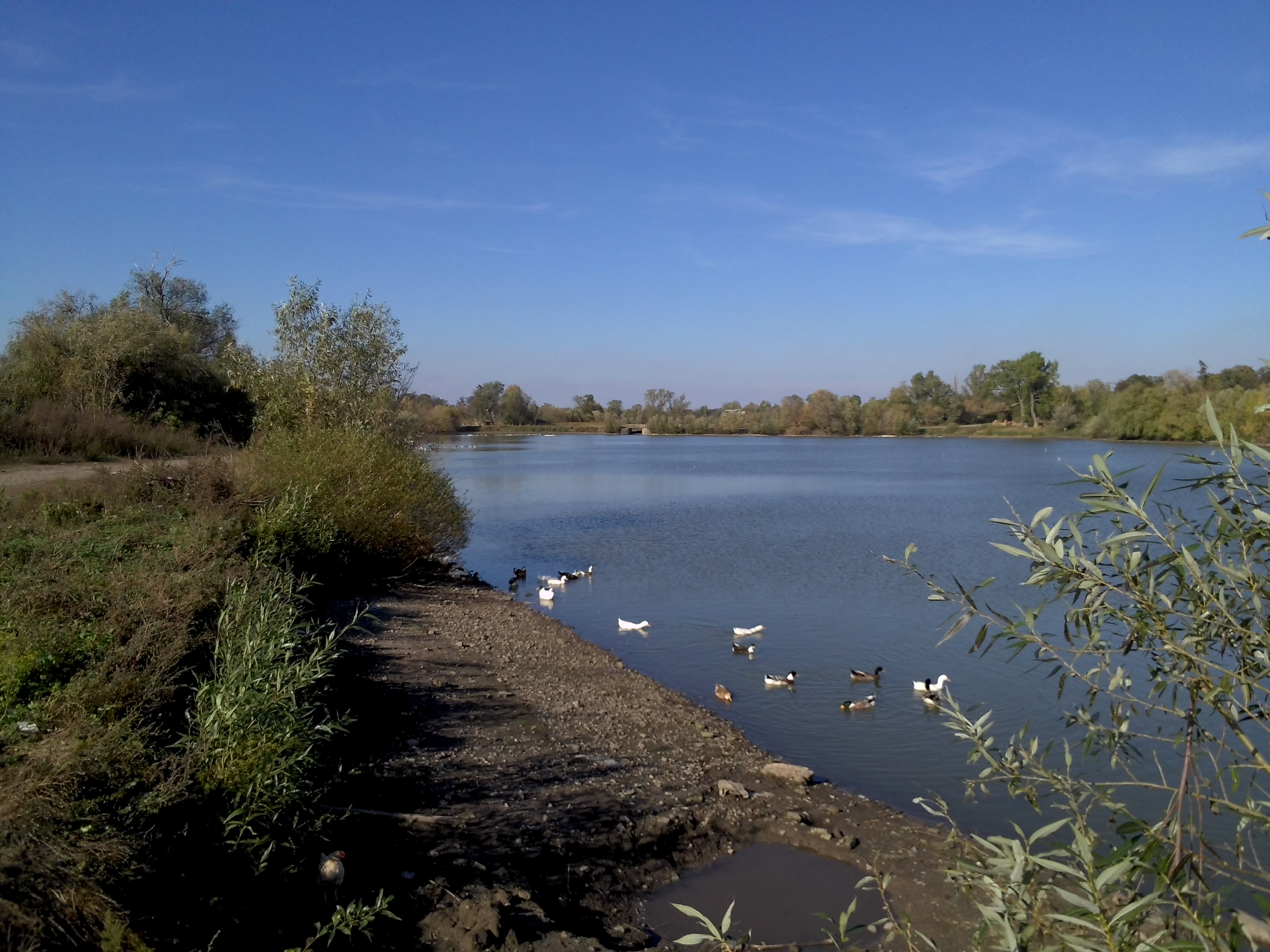
На річці
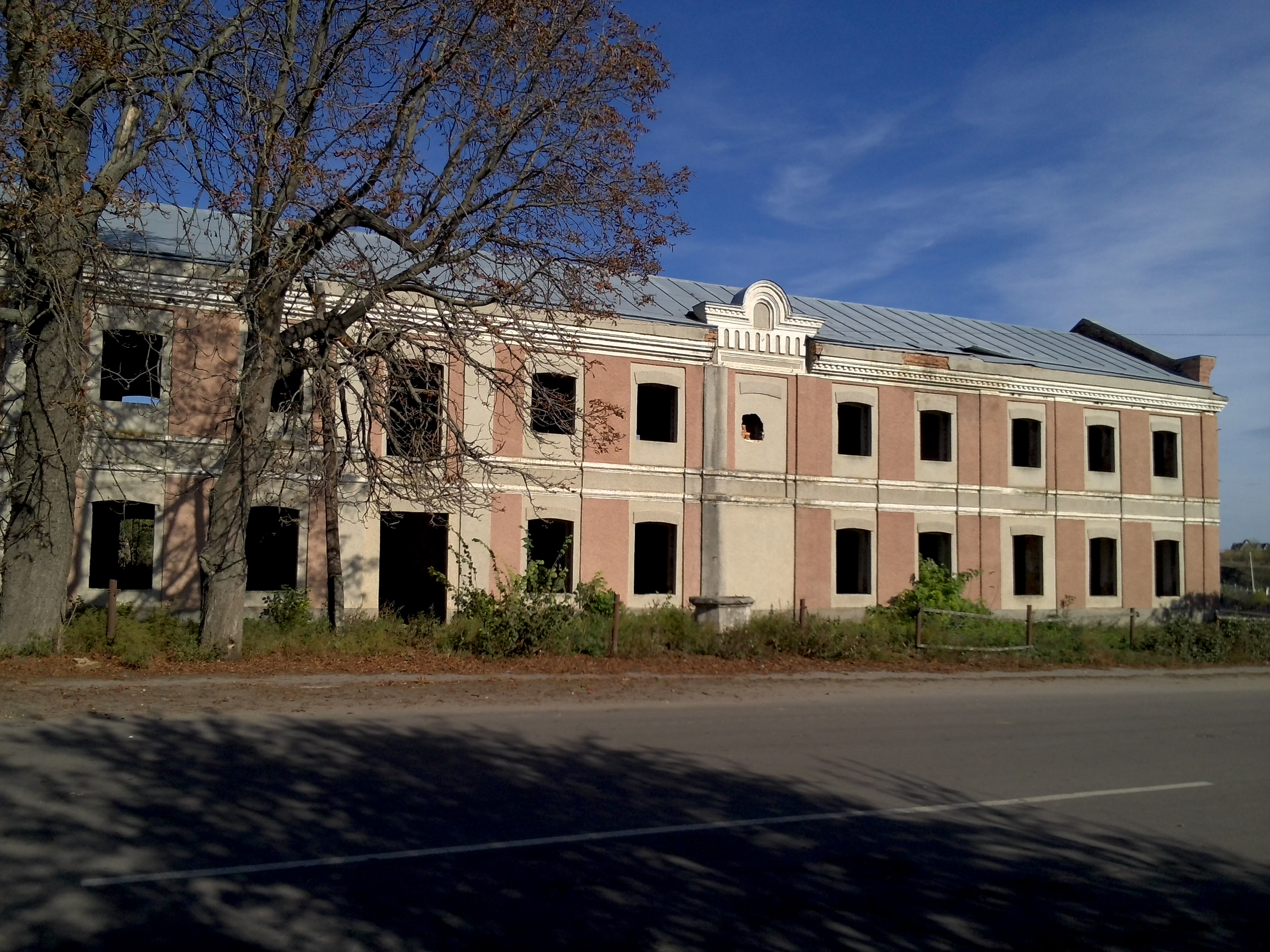
Недіюча будівля
Братська могила
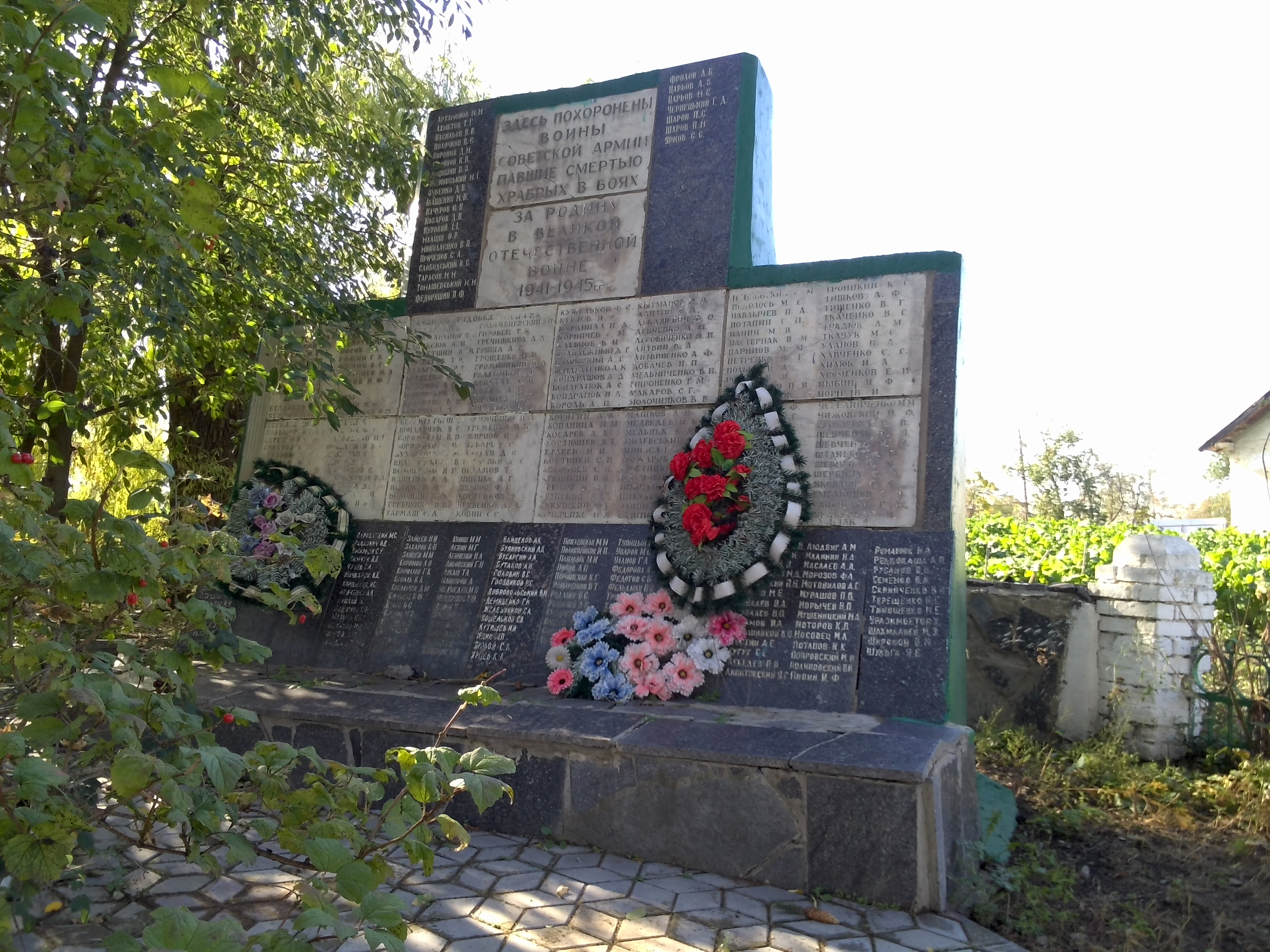
Меморіальна плита на Братській могилі
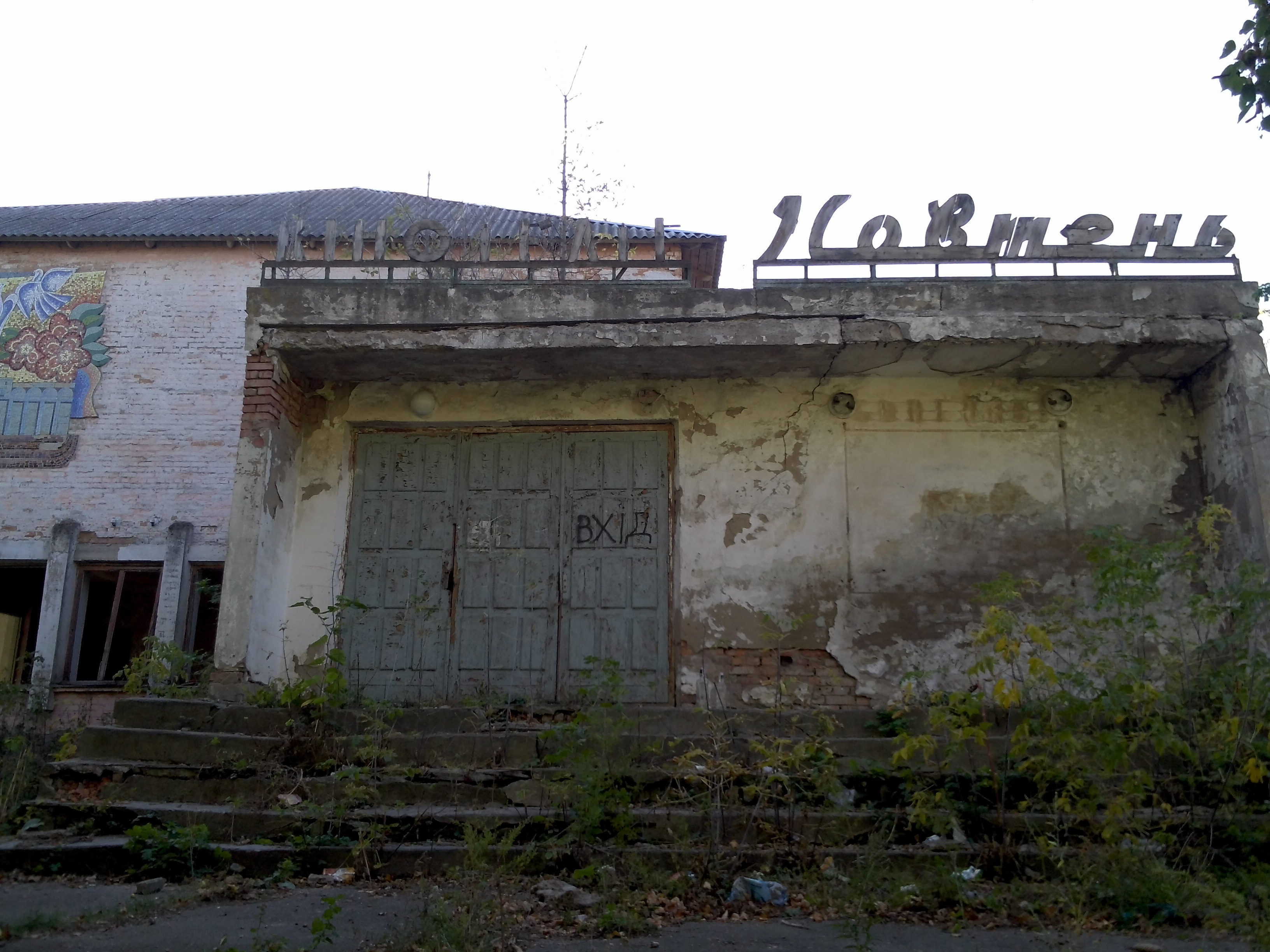
Колишній кінотеатр «Жовтень»
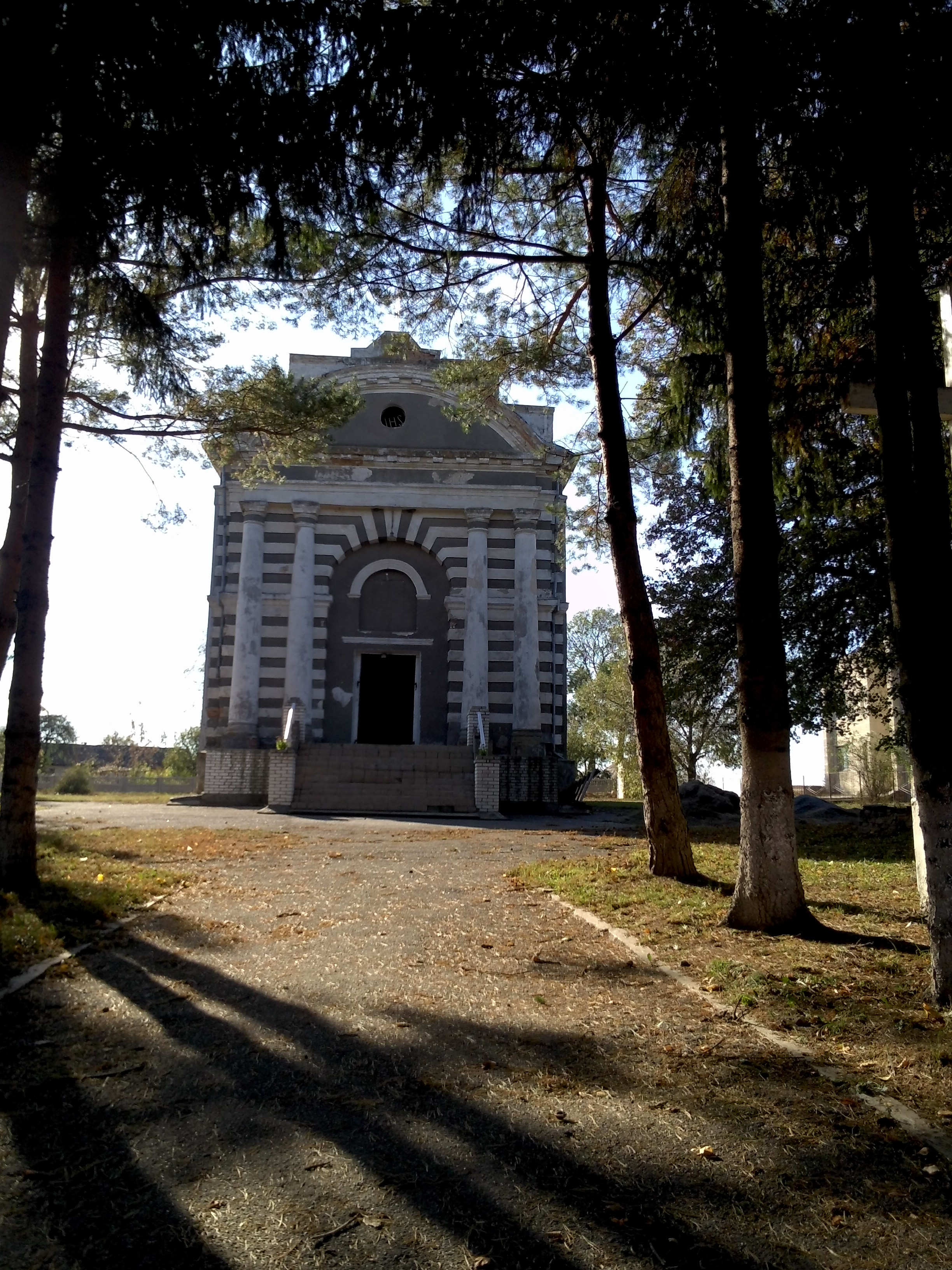
Католицький костел
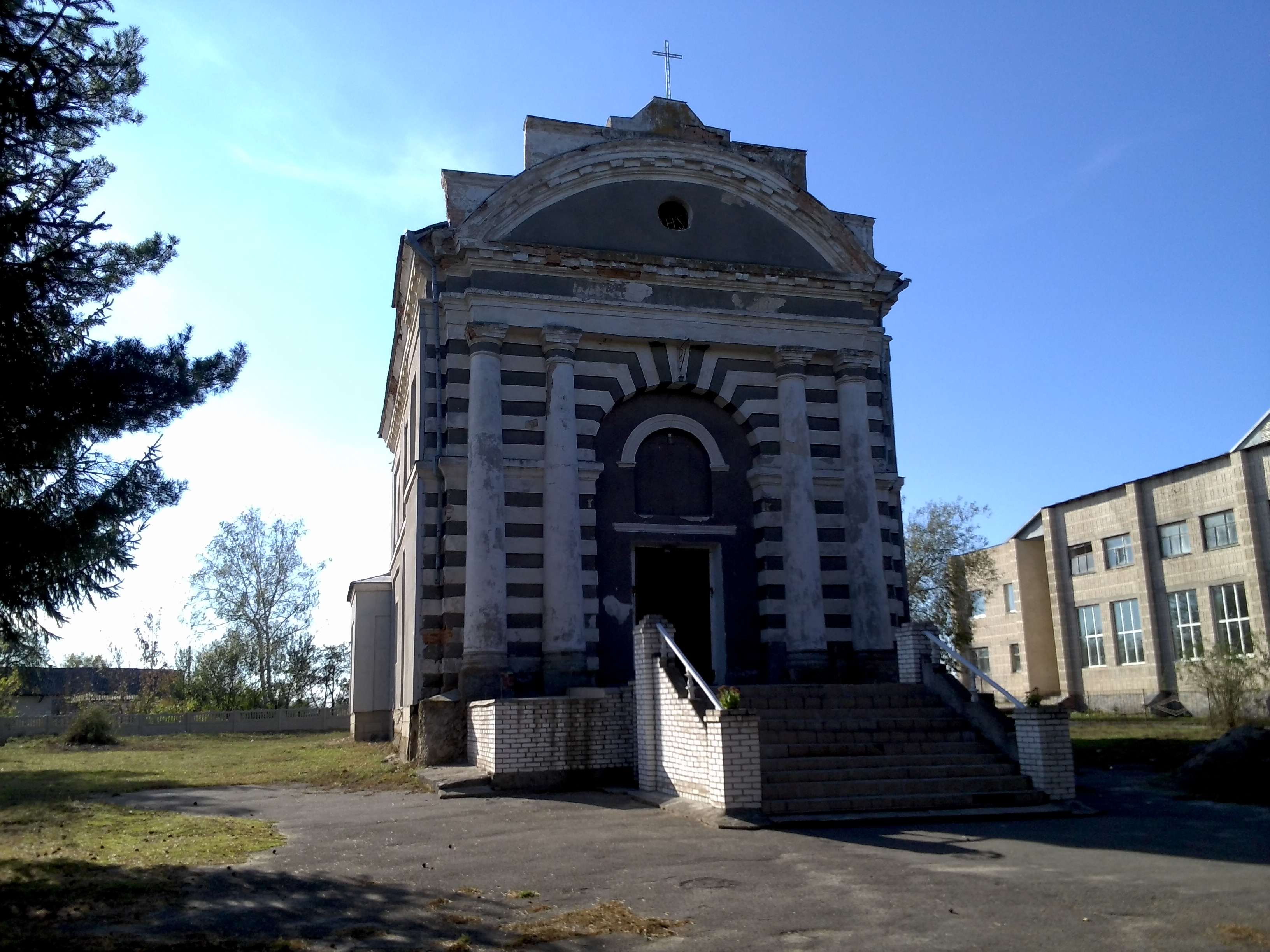
Католицький костел
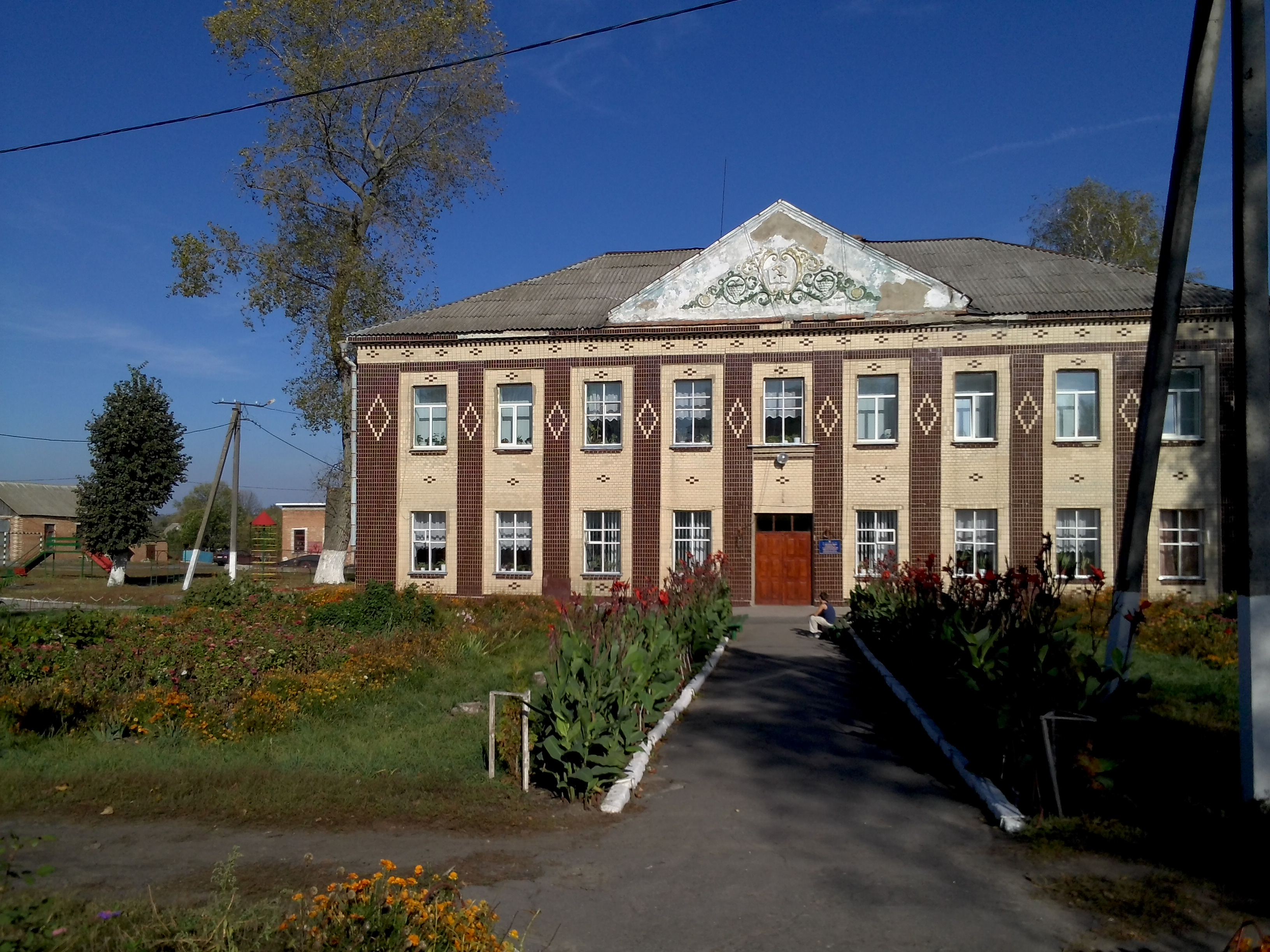
Самгородоцька спеціальна школа